# ベーパーウェア
ベーパーウェア (vaporware) とは、概要が発表はされたものの構想段階や開発段階にあり、まだ完成・公開されるかどうかわからないソフトウェアもしくはハードウェアのことである。狭義には、完成・公開されないまま開発中止となったソフトウェア、ハードウェアを指すこともある。vapor とは英語で「蒸気」の意味で、吹かすばかりで実体のないことを表している。
開発が途中で中止されてしまったアプリケーションやオペレーティングシステムは多い。しかしそうしたベーパーウェアは、別のフリーウェアの素材に転用されたり、オープンソースソフトウェアに取り込まれたりと、何らかの形で公開されていることもある。
市場競争で競争相手の新製品に注目がいかないように、実態のない状態で牽制のために発表するといったことに使われることもある。

## ベーパーウェアとされたソフト
- Xanadu - （1960年開発開始。「コンピュータ業界史上最長のベーパーウェアストーリー」と揶揄された[1]）
- Copland - オペレーティングシステム （Mac OS 8として当初想定されていたが、頓挫）
- WinFS - ファイルシステム （Windows Vistaに搭載予定だったファイルシステム。開発中止）

## ベーパーウェアとされたハード
- Morphy One - 生産中止となったHP200LXの代替を目指して出資を募ったが、完成することなく3年余で破産した。